# Sassafras (Gattung)
Sassafras ist eine Gattung der Pflanzenfamilie der Lorbeergewächse (Lauraceae). Sie umfasst drei Arten, von denen eine im östlichen Nordamerika und zwei in China vorkommen.

## Beschreibung

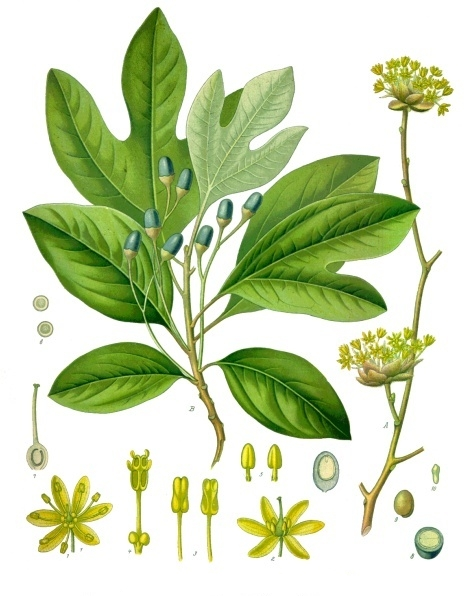
Illustration aus Köhler's Medizinalpflanzen des Sassafrasbaumes (Sassafras albidum)

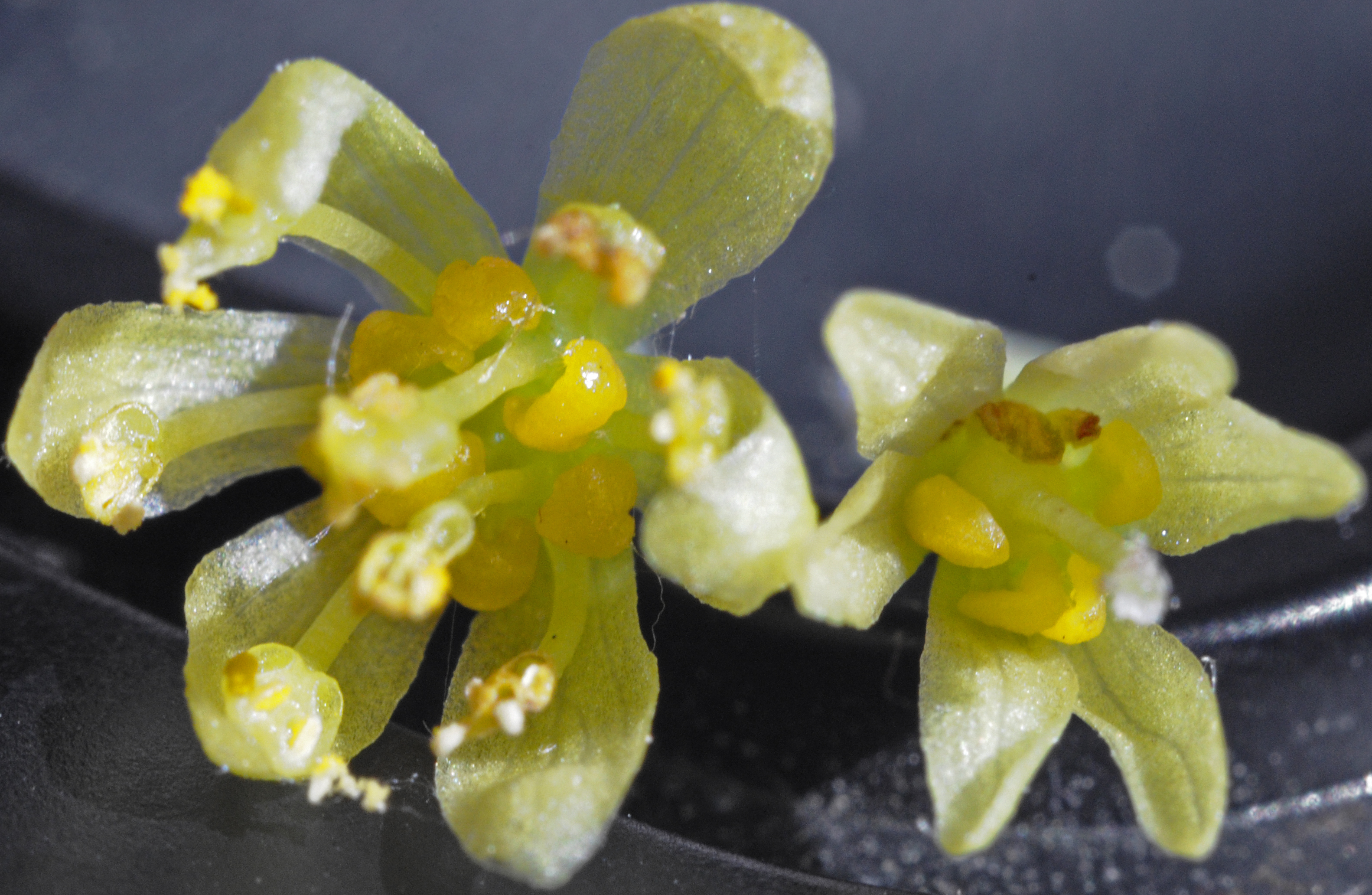
Männliche und weibliche Blüte des Sassafrasbaumes (Sassafras albidum)

### Vegetative Merkmale
Sassafras-Arten wachsen als laubabwerfende Bäume. Die wechselständig an den Zweigen angeordneten Laubblätter sind in Blattstiel und Blattspreite gegliedert. Die Blattspreiten können fiedernervig und ganzrandig oder mit drei Hauptnerven versehen und gelappt sein.

### Generative Merkmale
Die Blütenstände stehen in den Blattachseln von Übergangsblättern, es sind Botryoide, die gelegentlich fast doldenartig sind.
Die Blüten sind dreizählig und können eingeschlechtig oder zumindest anscheinend zweigeschlechtig sein. Die Blütenhüllblätter sind gleichgestaltig und an der Frucht nicht beständig. Von den drei Kreisen aus je drei Staubblättern ist beim innersten Kreis an der Basis jedes Staubblattes ein Paar Drüsen ausgebildet. Die Staubfäden sind länger als die Staubbeutel. Diese können zwei- oder vierkammerig sein und sind bei allen Staubblattkreisen nach außen gerichtet. Bei vierkammerigen Staubbeuteln sind die Pollensäcke in zwei übereinander stehenden Paaren angeordnet. Ein vierter Kreis aus sterilen Staubblättern (Staminodien) ist nur schwach ausgeprägt oder fehlt. Der Blütenboden ist klein und flach, in rein männlichen Blüten fehlt der Stempel.
Die Steinfrucht steht an einem schwach ausgeprägten Fruchtbecher, der in den verdickten Stiel übergeht.

## Systematik und Verbreitung

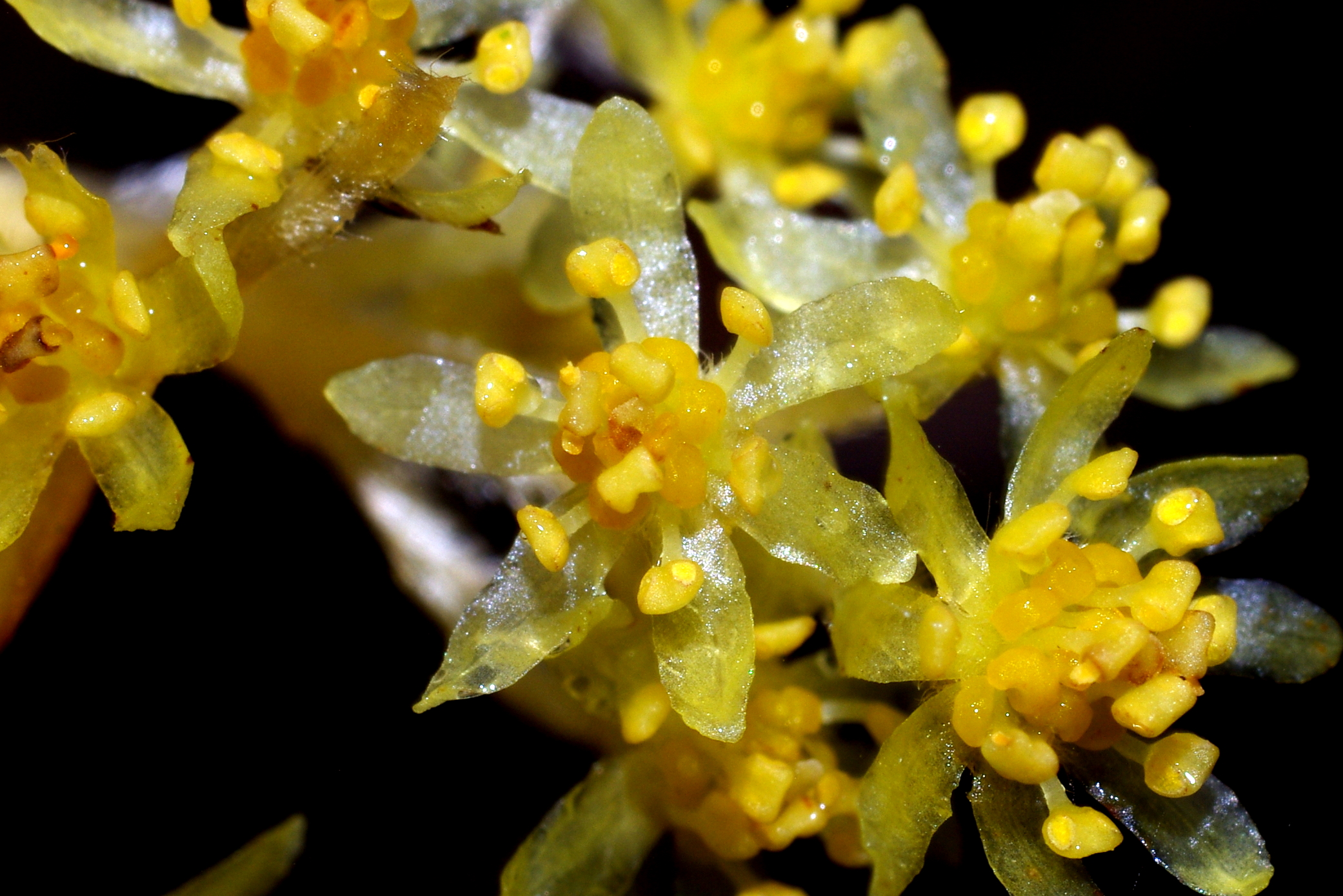
Blüten von Sassafras randaiense

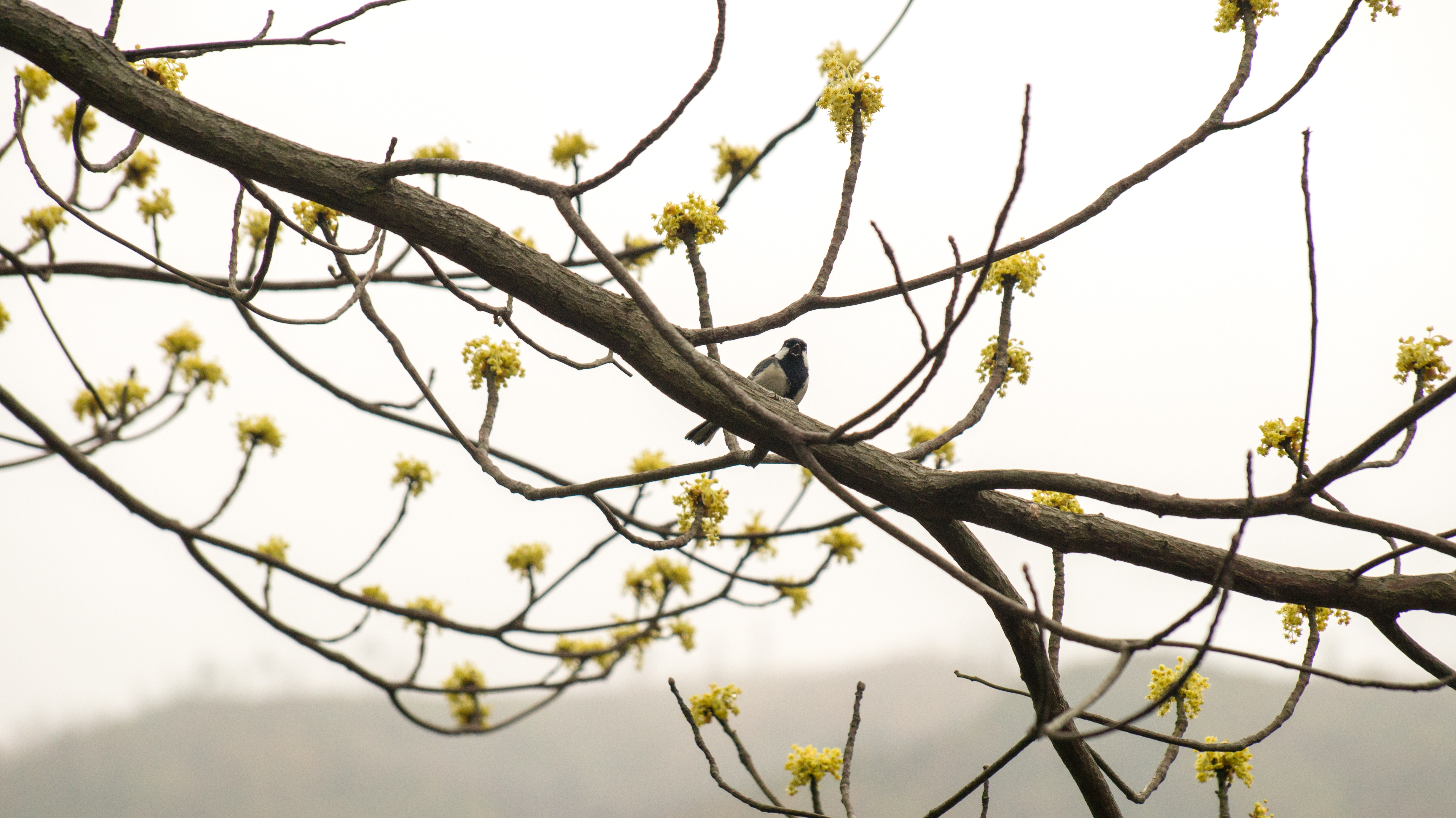
Sassafras tzumu

Die Gattung Sassafras wurde 1825 durch Jan Svatopluk Presl aufgestellt. Ein Synonyme für Sassafras J.Presl sind: Pseudosassafras Lecomte, Yushunia Kamikoti.
Es gibt nur drei Sassafras-Arten:
- Sassafrasbaum (Sassafras albidum (Nuttall) Nees): Er gedeiht in Höhenlagen von 0 bis 1500 Metern in der kanadischen Provinz Ontario und in weiten Gebieten der östlichen bis zentralen USA.[2][1]
- Sassafras randaiense (Hayata) Rehder: Dieser Endemit gedeiht in immergrünen Lorbeerwäldern in Höhenlagen von 900 bis 2400 Metern nur in Alishan im zentralen sowie südlichen Taiwan.[3]
- Sassafras tzumu (Hemsley) Hemsley (Syn.: Sassafras tsumu (Hemsley) Hemsley orth. var.): Sie gedeiht in offenen bis dichten Wäldern in Höhenlagen von 100 bis 1900 Metern in den chinesischen Provinzen Anhui, Fujian, Guangdong, Guangxi, Guizhou, Hubei, Hunan, Jiangsu, Sichuan, Yunnan sowie Zhejiang.[3] Die Chromosomenzahl ist 2n = 24.[4]

## Belege